# Тадео Дуно
Тадео Дуно (Taddeo Duno, също Taddeo Duni или Thaddaeus Dunus) е швейцарски лекар и учен, заемал длъжността градски лекар на Цюрих.

## Биография
Роден е през 1523 година в Локарно, Швейцария. Произхожда от аристократично семейство. Учи медицина и свободни изкуства в Базелския университет (1545 – 1547), а също така и в Павия (1547 – 1548), където получава докторска титла.
През 1555 г. поради протестантските си възгледи около 100 граждани на Локарно, включително и Тадео Дуно, са принудени да напуснат родното си място и да се преселят в Цюрих.
Добре запознат с медицинските теории на Хипократ и Гален, той посвещава вниманието си на природонаучни наблюдения и епидемиологията. Резултатите от своите изследвания събира в „De respiratione contra Galenum“ (1588). Следващият му труд „Epistolae medicinales“ (1592) дава начално проучване на зависимостта между различни болести и промяната във времето. Освен медицински студии Дуно превежда книги в областта на историята, теологията и математиката на латински.